# Missão de Transição da União Africana na Somália
A Missão de Transição da União Africana na Somália (em inglês:  African Union Transition Mission in Somalia; ATMIS) foi uma missão de transição e retirada da União Africana das operações de manutenção da paz na Somália. Substituindo a Missão da União Africana na Somália (AMISOM), que iniciou em 2007 e operou até 2022. O objetivo da missão era fazer uma transição completa das operações de segurança para as Forças Armadas Nacionais Somali. Consistiu em tropas de nações da África Oriental: Burundi, Djibuti, Etiópia, Quênia e Uganda.
A ATMIS foi substituída pela Missão de Apoio e Estabilização da União Africana na Somália (AUSSOM) no início de 2025. No entanto, restrições financeiras e tensões crescentes entre a Somália e a Etiópia durante o final de 2024 complicaram a transição.

## Visão geral

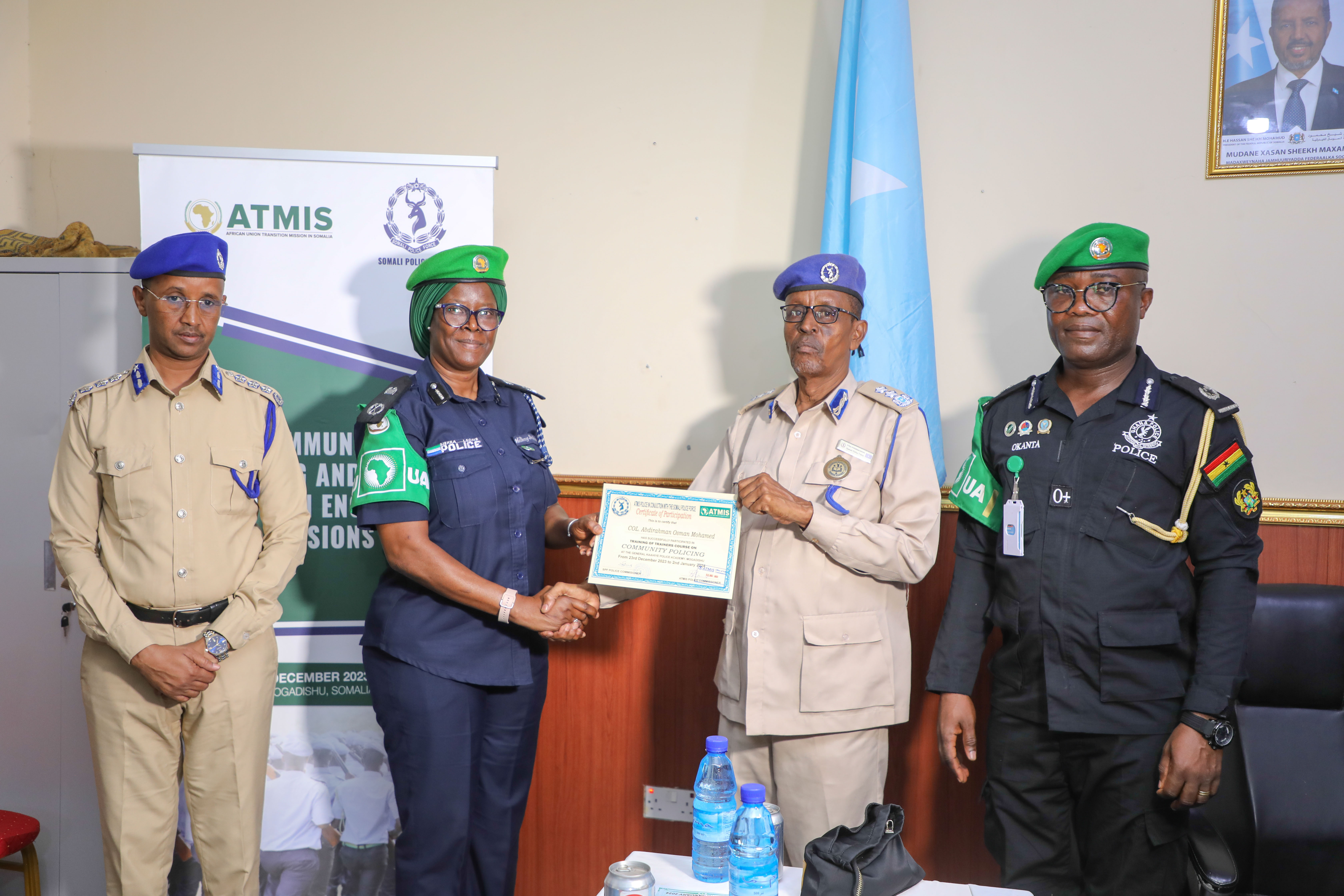
Hillary Sao Kanu, comissária de polícia da ATMIS, entrega um certificado de conclusão de treinamento a um policial da Força Policial Somali em 2 de janeiro de 2024.

A Missão de Transição da União Africana na Somália foi formada em 1 de abril de 2022, após o fim do mandato da AMISOM em 31 de março. A missão centrou-se na autonomia militar e institucional do governo somali à medida que a União Africana se retira. O mandato da missão foi definido para terminar em 31 de dezembro de 2024, quando as Forças de Segurança Somali deveriam assumir totalmente as responsabilidades de segurança do país, guiadas pelo Plano de Transição da Somália. A primeira redução de tropas para facilitar o fim da missão de manutenção da paz ocorrerá em dezembro de 2022. Em maio de 2024, a Somália pediu às Nações Unidas que encerrassem esta operação de manutenção da paz com a União Africana.
Em 2 de março de 2023, Hillary Sao Kanu é nomeada Comissária de Polícia da ATMIS com o objetivo de manter a segurança e a estabilidade na região, treinar a força policial local e fornecer equipamentos.

## Resposta da Somália
Em 6 de abril de 2022, o Primeiro-Ministro da Somália, Mohamed Hussein Roble, ordena que o Embaixador da União Africana na Somália, Francisco Madeira, persona non grata, deixe o país em 48 horas por "se envolver em atos incompatíveis com seu status", após o áudio dele criticando autoridades governamentais por não lidarem com problemas de segurança nacional. O Presidente da Somália, Mohamed Abdullahi Mohamed, um grande crítico do premiê Roble, rejeita imediatamente a expulsão. Em 16 de abril de 2022, começam os planos para a vinda de um novo embaixador da União Africana à Somália para substituir Francisco Madeira, após a polémica de 6 de abril que azedou as relações com o Primeiro-Ministro.